# Pinggir Air
Pinggir Air is een bestuurslaag in het regentschap Sungai Penuh van de provincie Jambi, Indonesië. Pinggir Air telt 584 inwoners (volkstelling 2010).